# (468357) 2016 EW154
(468357) 2016 EW154 es un asteroide perteneciente al cinturón de asteroides, descubierto el 12 de octubre de 2005 por el equipo Spacewatch desde el Observatorio Nacional de Kitt Peak (Arizona, Estados Unidos).